# 菲婭·薩班
菲婭·薩班（英語：Phia Saban，1998年9月19日—），本名為索菲婭·艾莉森·M·博勒姆·薩班（英語：Sophia Alison M. Boreham Saban），是一位英格蘭女演員。她知名於在Netflix中世紀劇集《最後的王國》（2022年）中飾演埃尔夫温以及在HBO奇幻電視劇《龍族前傳》（2022年至今）中飾演海倫娜·坦格利安（英語：Helaena Targaryen）。

## 早年生活
菲婭·薩班在1998年9月19日出生於英格兰伦敦哈克尼，父母分別是馬克·薩班（英語：Mark Saban）和潘妮洛普·「潘妮」·博勒姆（英語：Penelope "Penny" Boreham），全家在她五、六歲的時候搬到了牛津。薩班後來就讀於市政廳音樂及戲劇學院，並在2020年畢業。

## 職業生涯
2022年，薩班在Netflix中世紀劇集《最後的王國》的第五季也是最後一季中飾演主要演員埃尔夫温，首次亮相電視螢幕。同年，她在HBO奇幻電視劇《龍族前傳》第一季中飾演海倫娜·坦格利安公主／王后（英語：Princess / Queen Helaena Targaryen），該劇是《冰與火之歌：權力遊戲》的前傳，改編自喬治·R·R·馬丁小說《血與火》的部分內容。她的演出表現得到同劇另一演員奥利维亚·库克的稱讚。薩班隨後被確認加入《龍族前傳》第二季的演員陣容。

## 作品列表
| † | 表示尚未發行的作品 |

### 電視
| 年份   | 標題           | 角色                      | 電視台  | 附註           |
| ------ | -------------- | ------------------------- | ------- | -------------- |
| 2022   | 《最後的王國》 | 埃尔夫温      | Netflix | 主要角色；10集 |
| 2022－ | 《龍族前傳》   | 海倫娜·坦格利安（英語：Helaena Targaryen） | HBO     | 主要角色       |

## 外部連結
- 菲婭·薩班在互联网电影资料库（IMDb）上的資料（英文）